# كلية ينبع الصناعية
كلية ينبع الصناعية؛ (بالإنجليزية: Yanbu Industrial College) كلية صناعية تقع في المملكة العربية السعودية في مدينة ينبع الصناعية. تم تأسيسها في عام 1409 هـ الموافق 1989 بهدف إعداد الكوادر السعودية المؤهلة تقنيًا والقادرة على تشغيل الصناعات والتجهيزات الأساسية بمدينة ينبع الصناعية، وقد حصلت على الاعتراف الأكاديمي من منظمة ACBSP لبرامج الإدارة والأعمال وعلى الاعتراف الأكاديمي من منظمة ABET لبرامج قسم الهندسة الميكانيكية وبرامج تقنية الهندسة الكيميائية.

## التخصصات الأكاديمية
تضم كلية ينبع الصناعية في الوقت الحالي أربعة أقسام رئيسية تشمل في مجملها 12 تخصص.

### برنامج الدبلوم المتوسط
قسم تقنية الهندسة الكهربائية والإلكترونية
- تقنية القوى الكهربائية.
- تقنية الإلكترونيات.
- تقنية الآلات الدقيقة.

قسم تقنية الهندسة الميكانيكية
- تقنية الصيانة الميكانيكية.
- تقنية التصنيع.

قسم تقنية الهندسة الكيميائية
- تقنية تشغيل العمليات والتحاليل الكيميائية.

قسم تقنية هندسة الجيوماتكس
- تقنية الجيوماتكس.

قسم تقنية الإدارة الصناعية
- تقنية إدارة المكاتب.
- تقنية إدارة المواد.

- تقنية إدارة المحاسبة والمالية.

### برنامج شهادة البكالوريوس
- تقنية الهندسة الكيمائية.
- تقنية الهندسة الميكانيكية لتخصصي ( الصيانة الميكانيكية ـ التصنيع ).
- تقنية هندسة القوى الكهربائي.
- تقنية هندسة الإلكترونيات لتخصص الإلكترونيات.
- تقنية هندسة الآلات الدقيقة.
- علوم الإدارة العامة والاعمال لجميع تخصصات الإدارة الصناعية.
- هندسة الحاسب الالي
- علوم الحاسب الالي

## مدة ونظام الدراسة بالكلية
- نظام الدراسة بالكلية هو نظام الساعات المتعمدة.
- تمنح الكلية "شهادة الجامعية المتوسطة"في مجال تخصص الطالب ثم يمكن للطالب المواصلة لشهادة البكالوريوس حسب إجرائات معينة.
- مدة الدراسة بالكلية خمسة سنوات ونصف (ثلاث ونصف سنوات لإنجاز الدبلوم وسنتان للبكالوريوس التكميلي) للتخصصات العلمية والهندسية والإدارية.

### شروط القبول لبرنامج الجامعية المتوسطة
1. أن يكون المتقدم سعودي الجنسية أو من أم سعودية.
2. أن يكون حاصلاً على شهادة الثانوية العامة (علوم طبيعية- علوم شرعية وعربية- علوم إدارية واجتماعية-الثانوية التجارية).
3. أن يكون حاصلاً على درجة اختبار القدرات العامة.
4. أن يكون حاصلاً على درجة اختبار التحصيلي(لتخصص العلوم الطبيعية فقط).
5. أن يكون حسن السيرة والسلوك.

### شروط القبول لبرنامج شهادة البكالوريوس
1. ان لا يقل معدله الدراسي عن (2.75) نقطة من اصل (4.0) نقاط للتخصصات العلمية ولتخصص الإدارة الصناعية.
2. أن لايكون قد مضى على تخرجه من الكلية أكثر من خمس سنوات.
3. لم يسبق فصله من برنامج البكالوريوس.
4. أن يكون لائقاً طبيًا.
5. أن يكون متفرغاً للدراسة.

## الاعتراف الأكاديمي
حصلت كلية ينبع الصناعية على الاعتراف الأكاديمي من منظمة ACBSP لبرامج الإدارة والأعمال، والاعتراف الأكاديمي من منظمة ABET لبرامج أقسام التقنية وتقنية الهندسة الميكانيكية والكيميائية والكهربائية.

## وصلة خارجية
- موقع كلية ينبع الصناعية.